# 一様可積分性
一様可積分性（いちようかせきぶんせい、英: uniform integrability）とは、数学の実解析、関数解析学および測度論の分野における重要な概念で、ルベーグ可積分性の概念を拡張し、条件付き期待値やマルチンゲールの理論の発展のために重要な役割を担うものである。確率変数の収束において、この性質は、確率の意味において収束する確率変数が {\displaystyle \mathbb {L} ^{p}} の意味において収束するための必要十分条件を与える。

## 形式的定義
次の定義が適用される。
- 確率変数のクラス {\displaystyle {\mathcal {C}}} が一様可積分であるとは、{\displaystyle \epsilon >0} が与えられた時、{\displaystyle E(|X|I_{|X|\geq K})\leq \epsilon } がすべての {\displaystyle X\in {\mathcal {C}}} に対して成立するような {\displaystyle K\in [0,\infty )} が存在することを言う。ただし {\displaystyle I_{|X|\geq K}} は指示関数 {\displaystyle I_{|X|\geq K}={\begin{cases}1&{\text{if }}|X|\geq K,\\0&{\text{if }}|X|<K\end{cases}}} である。

- 二箇条を必要とするような、別の定義は次のようなものである: 確率変数のクラス {\displaystyle {\mathcal {C}}} が一様可積分であるとは、
  - {\displaystyle {\mathcal {C}}} に含まれるすべての {\displaystyle X} に対して、{\displaystyle \mathrm {E} (|X|)\leqslant K} となるような有限の {\displaystyle K} が存在する。
  - すべての {\displaystyle \epsilon >0} に対してある {\displaystyle \delta >0} が存在し、{\displaystyle \mathrm {P} (A)\leqslant \delta } となるようなすべての可測な {\displaystyle A} および、すべての {\displaystyle X\in {\mathcal {C}}} に対して、{\displaystyle \mathrm {E} (|X|:A)\leqslant \epsilon } が成立する。

の二つが成立することを言う。

## 関連する系
次のような結果がある。
- 上の一つ目の定義は、次のような極限を用いることで書き換えられる:

{\displaystyle \lim _{K\to \infty }\sup _{X\in {\mathcal {C}}}E(|X|||X|\geq K)=0.}
- 確率変数 {\displaystyle X_{n},\ n=1,2,\ldots } の列を考える。{\displaystyle X_{n}(\omega )=n,\ \forall \omega \in \left(0,{\frac {1}{n}}\right),\ X_{n}(\omega )=0{\text{ otherwise}}} と定義する。すべての n に対して {\displaystyle E(|X_{n}|)=1} であるため、明らかに {\displaystyle X_{n}\in \mathbb {L} ^{1}} である。しかし、上の一つ目の定義に従えば {\displaystyle E(|X_{n}|,|X_{n}|\geq K)=1\ \forall n\geq K} であることから、この数列は一様可積分ではない。すなわち、ルベーグ可積分ではあるが、一様可積分ではない。一様可積分でない確率変数列の例。図の黒帯（strip）の部分は、{\displaystyle X_{n}\to 0} としても {\displaystyle \infty } へと向かう。

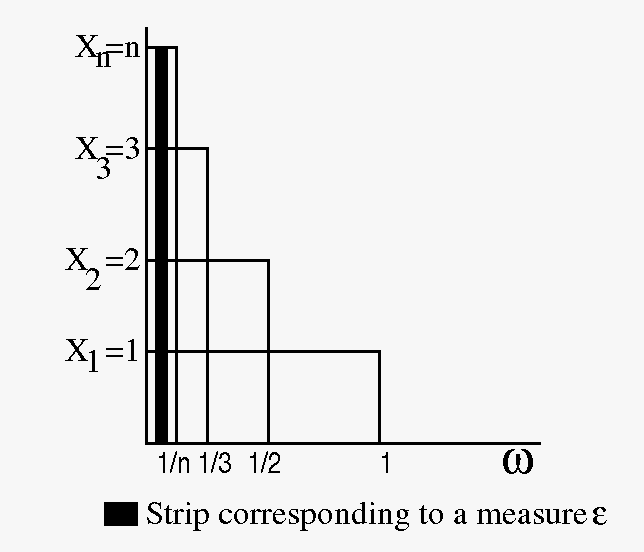
一様可積分でない確率変数列の例。図の黒帯（strip）の部分は、 としても へと向かう。

- 上の二つ目の定義によれば、{\displaystyle X_{n}} が有界でないときにはその第一箇条目は成立しないことが分かる。もし {\displaystyle X} が一様可積分な確率変数であれば、{\displaystyle E(|X|)=E(|X|,|X|>K)+E(|X|,|X|<K)} と区分し、それぞれを上から抑えることにより、その確率変数は {\displaystyle \mathbb {L} ^{1}} に含まれることが分かる。また、任意の {\displaystyle \mathbb {L} ^{1}} 確率変数は、上の二つ目の定義の第二箇条目を満たすことが分かる。
- 確率変数 {\displaystyle X_{n}} のどのような列も、ある可積分な非負の {\displaystyle Y} によって支配されているなら、すなわち、任意の ω と n に対して、{\displaystyle \ |X_{n}(\omega )|\leq |Y(\omega )|,\ Y(\omega )\geq 0,\ E(Y)<\infty } が成立しているなら、確率変数 {\displaystyle \{X_{n}\}} のクラス {\displaystyle {\mathcal {C}}} は一様可積分である。
- {\displaystyle {\mathcal {L}}^{p}} ({\displaystyle p>1}) において有界な確率変数のクラスは、一様可積分である。

## 関連する定理
- ダンフォード（英語版）–ペティス（英語版）の定理[2]

確率変数 {\displaystyle X_{n}\subset L^{1}(\mu )} のクラスが一様可積分であるための必要十分条件は、それが弱位相において相対コンパクトであることである。
- ド・ラ・バレ・プーサン（英語版）の定理[3]

族 {\displaystyle \{X_{\alpha }\}_{\alpha \in \mathrm {A} }} が一様可積分であるための必要十分条件は、ある非負の増加凸関数 {\displaystyle G(t)} で {\displaystyle \lim _{t\to \infty }{\frac {G(t)}{t}}=\infty } および {\displaystyle \sup _{\alpha }E(G(|X_{\alpha }|))<\infty } を満たすようなものが存在することである。

## 確率変数の収束との関係
- 数列 {\displaystyle \{X_{n}\}} が {\displaystyle L_{1}} ノルムにおいて {\displaystyle X} へと収束するための必要十分条件は、それが {\displaystyle X} へと測度収束し、かつ一様可積分であることである。
- 確率の意味において収束する確率変数列が、期待値の意味においても収束するための必要十分条件は、それが一様可積分であることである。